# Rosian
Rosian este o comună în Saxonia-Anhalt, Germania